# INSEAD
INSEAD (/ɪnsiːæd/ IN-see-ad) (фр. L’Institut européen d’administration des affaires, Европейский институт управления бизнесом) — французская бизнес-школа и исследовательский институт. Кампусы школы расположены в Европе (Франция), Азии (Сингапур) и на Ближнем Востоке (Абу-Даби); исследовательский центр расположен в Израиле. Школа предлагает стационарную MBA-программу (англ. Full-time MBA), программу обучения на степень PhD в менеджменте и другие программы (включая Executive MBA).
Основной продукт школы — программа MBA — по состоянию на 2010-е годы оценивается как лучшая в Европе такими изданиями, как Forbes, BusinessWeek и QS Global 200 Business Schools Report. Газета Financial Times в течение трёх лет подряд считает школу входящей в тройку лидеров бизнес-образования в мире, а в 2016 и 2017 годах признала её программу MBA лучшей в мире. Таким образом, одногодичная программа INSEAD опередила традиционных двухгодичных лидеров рейтинга — Гарвардскую и Уортонскую.
Занимает второе место в мире по количеству выпускников на позициях генеральных директоров в 2015 году в рейтинге Financial Times Global 500, в который входят самые крупные по рыночной капитализации компании в мире. Среди выпускников школы — Ноэль Тата (англ. Noel Tata; управляющий директор Tata International), Адам Гольдштейн (генеральный директор Royal Caribbean International), Франц Хумер (председатель Diageo), Мариус Клопперс (бывший гендиректор BHP Billiton), Хелдж Ланд (гендиректор BG Group, ранее — гендиректор Statoil и Aker Kværner), Линдси Оуэн-Джонс (экс-председатель правления L’Oreal), Рустам Тарико (основатель банка «Русский стандарт»), Филипп Мелье (гендиректор De Beers), Андре Калантзопулос (гендиректор Philip Morris International). Ряд выпускников стали государственными деятелями, среди них — президент Швейцарии Йоханн Шнайдер-Амман, министр финансов Канады Билл Морно, мэр Хельскинки Юсси Паюнен, вице-президент Индонезии Калла, Юсуф.
Работает в партнёрстве с Уортонской школой бизнеса и Университетом Цинхуа.

## Рейтинги и репутация
Рейтинг лучших университетов мира QS с 2018 года ставит INSEAD на 2-е место в мире в предметном рейтинге по бизнесу и менеджменту, уступая только Гарвардский университет. До 2018 года INSEAD занимал 3-е место в мире. Этот рейтинг учитывает академическую репутацию, цитируемость исследований и трудоустраиваемость выпускников в области бизнес- и управленческих программ.

### MBA и EMBA
Ее программа MBA выпустила второе по количеству число генеральных директоров компаний из списка Fortune 500, уступая только Гарвардская школа бизнеса. Также она входит в двадцатку крупнейших вузов по количеству выпускников — ультра богатых людей, и входит в десятку лучших по количеству выпускников-миллиардеров среди мировых программ MBA.
В сфере предпринимательства INSEAD оценивает, что около половины их выпускников в какой-то момент карьеры основали компанию. Анализ Pitchbook за 2023 год показал, что INSEAD занял четвертое место в мире по объему привлеченного капитала, количеству основателей и компаний (уступая только Гарварду, Стэнфорду и Уортону). Около 800 выпускников школы основали более 700 компаний, которые в общей сложности привлекли 23 миллиарда долларов. По состоянию на 2023 год, Гарвардский университет, Стэнфордский университет и INSEAD — единственные три университета, возглавлявшие список Poets and Quants по наиболее финансируемым стартапам студентов MBA.
В Европе INSEAD является ведущим университетом по количеству «единорогов» среди выпускников, основавших 18 таких компаний к 2022 году. В Королевстве Саудовская Аравия INSEAD является вторым по величине альма-матер самых финансируемых основателей среди всех степеней, уступая только Стэнфорду, согласно 10-летнему анализу с 2014 по 2023 годы.
В 2023 году INSEAD был назван программой года по версии Poets & Quants, с особым признанием за приверженность устойчивому развитию. По словам Poets & Quants, «Ни одна бизнес-школа в мире не сделала больше для интеграции устойчивости в свои программы, чем INSEAD». Школа внедрила устойчивое развитие в свою учебную программу по различным дисциплинам, готовя студентов к решению глобальных проблем, связанных с экологическим и социальным воздействием.
В глобальном рейтинге MBA за 2024 год от LinkedIn, первом глобальном рейтинге MBA, использующем карьерные большие данные из профессиональной социальной сети, MBA INSEAD также занимает 2-е место в мире, после Стэнфорда и перед Гарвардом. По данным LinkedIn, среди основных должностей выпускников INSEAD — менеджер по продукту, консультант по стратегии и основатель.
|                                | 2016 | 2017 | 2018 | 2019 | 2020 | 2021 | 2022 | 2023 | 2024 |
| ------------------------------ | ---- | ---- | ---- | ---- | ---- | ---- | ---- | ---- | ---- |
| Глобальный рейтинг MBA         | 1-е  | 1-е  | 2-е  | 3-е  | 4-е  | 1-е  | 3-е  | 2-е  | 2-е  |
| Цинхуа—INSEAD EMBA (TIEMBA)    | 2-е  | 3-е  | 3-е  | 9-е  | 5-е  | 11-е | 3-е  |      |      |
| Глобальная EMBA INSEAD (GEMBA) | 4-е  | 8-е  | 13-е | 19-е | 9-е  | 15-е | 17-е |      |      |
| Европейские бизнес-школы       | 3-е  | 5-е  | 3-е  | 5-е  | 3-е  | 3-е  |      |      |      |

Программа MBA INSEAD занимала первое место в 2021, 2017 и 2016 годах в глобальном рейтинге MBA Financial Times. Двойная программа Executive MBA с Университетом Цинхуа постоянно входит в первую десятку по версии Financial Times.

### MIM
Программа магистра менеджмента (MIM) INSEAD заняла 2-е место в мире по версии Financial Times в рейтинге лучших программ Master in Management за 2024 год. Это значительное достижение для INSEAD, особенно учитывая относительно молодой возраст программы MIM, запущенной в 2020 году.